# Кэшман, Карен
Карен Кэшман-Леманн (англ. Karen Cashman-Lehmann; род. 15 декабря 1971 года в гор. Куинси, штат Массачусетс, США) — американская фигуристка, конькобежка, специализирующаяся в шорт-треке. Бронзовая призёр Олимпийских игр 1994 года. Двукратная бронзовый призёр чемпионатов мира.

## Биография
Карен Кэшман начала кататься на коньках в клубе фигурного катания Содружества в Рэндольфе, штат Массачусетс, дважды выиграв титул юниора Новой Англии по фигурному катанию. Она училась в средней школе Северного Куинси, четыре года занималась бегом в легкоатлетической команде «Red Raiders» в помещении и на открытом воздухе. В возрасте 16-ти лет Карен решила попробовать себя в конькобежном спорте.
```
В детстве я была фигуристкой и бегала в легкой атлетике”, - рассказывала Леманн. “Все, чего я когда-либо хотела, сколько себя помню, - это попасть на Олимпийские игры. Я была довольно хороша как в фигурном катании, так и в легкой атлетике, но через некоторое время поняла, что мне, вероятно, не суждено стать олимпийцем ни в одном из этих видов спорта”. 
```

В 1991 году Карен стала абсолютной чемпионкой США среди юниоров, а через год национальной чемпионкой США среди взрослых.
В январе 1993 года завоевала бронзовую медаль в эстафетной команде на зимней Универсиаде в Закопане 1993.
В 1994 году 22 февраля на Олимпийских играх в Лиллехаммере выиграла бронзу в эстафете вместе с Эми Петерсон, Кэти Тёрнер, Никки Зигельмейер, а в начале марта на чемпионате мира в Гилфорде заняла 22-е место в общем зачёте. В том же месяце на командном чемпионате мира в Кембридже с командой заняла 4-е место.
В 1995 году на Универсиаде в Хаке вновь выиграла бронзу в эстафете, как и два года назад. Через год в 1996 году на чемпионате мира в Гааге в эстафете выиграла бронзовую медаль. Через три недели на командном чемпионате мира в Лейк-Плэсиде вновь взяла бронзу в составе команды. Целью Леманн было снова участвовать на Олимпиаде 2002 года в Солт-Лейк-Сити, но тяжелая авария на трассе в 1997 году не позволила ей достичь этой цели. Она сломала ногу и порвала связки на обеих лодыжках, что фактически положило конец ее карьере в конькобежном спорте.
После Олимпиады закончила Университет Северного Мичигана, получила степень по французскому языку и работала учительницей в средней школе Маршфилда, где познакомилась со своим будущим мужем Джоном Леманном, который также преподавал естественные науки в Плимутской общественной средней школе.. В декабре 2001 года Карен Кэшман Леман получила последний шанс на олимпийскую славу, когда пронесла факел через свой родной город Куинси. В последние годы входит в совет ледового клуба Ярмута, который специализируется на фигурном катании, где тренируется её сын Брайан Леманн в парном катании.. Вместе с мужем и сыном живут в Плимуте, штат Массачусетс.